# South Central Bell
La South Central Bell Telephone Company, dont le siège social était à Birmingham, en Alabama, était une société d'exploitation du système Bell (en anglais, Bell Operating Company), qui desservait les états d'Alabama, du Kentucky, de Louisiane, du Mississippi et du Tennessee avant la scission du système Bell. South Central Bell a été créée en juillet 1968 lorsque les services téléphoniques de Bell dans ces États ont été séparés de Southern Bell. Le siège social de South Central Bell était situé dans ce qui est maintenant l’immeuble AT&T City Centre (en) à Birmingham.
En 1984, South Central Bell est devenue une filiale de BellSouth Corporation, réunissant efficacement South Central Bell avec Southern Bell. Les deux sociétés ont été officiellement réunies en 1992 lorsque Southern Bell a absorbé South Central Bell en tant que BellSouth Telecommunications (en). Les deux noms ont cependant été utilisés jusqu'en 1995.